# 原核生物界
原核生物界（kingdom Monera）是1969年罗伯特·魏泰克提出的五界系统 动物界、植物界、真菌界、原生生物界与原核生物界 仍然使用此概念。1970年代中期，明确了古菌与细菌的亲缘距离不比古菌与真核生物的距离更近，这导致了原核生物界这一概念被部份人放弃。取而代之的是三域系统。
注意，原核生物界在起初的一段时间里，并不包括蓝藻，而是因蓝藻具有光合作用而把它分入植物界。